# 卑南文化
卑南文化是台灣東部新石器時代中期至晚期的史前文化，存續時間約在3500前至2300年前，並以臺東縣臺東市國定卑南考古遺址為命名及代表性遺址。

## 分布範圍
主要以臺東縣境之緩坡及臺地為分布區域，往北可延伸至花蓮縣馬太鞍溪以南之縱谷、秀姑巒溪以南之海岸區域。遺址包含臺東縣卑南遺址、老番社遺址、紅葉遺址、鯉魚山遺址、上里遺址、花蓮縣公埔遺址、富世遺址（其下層文化為卑南文化與麒麟文化的混合文化相）等。

## 文化內涵
卑南文化的遺址範圍較臺灣多數史前文化遺址為大，像卑南遺址廣義的範圍約可達100公頃（100萬平方公尺）。遺址通常包含龐大的聚落，其建築物成排分佈，格局嚴謹，已經是頗具組織的社會結構。在代表性遺址，卑南遺址所發現的文化內涵，生業型態以農業為主，斧鋤形器雖不多，但有大量的石刀，石鐮和去殼用的石杵，推測是種植小米和旱稻；此外狩獵工具的矛、鏃也很多，但漁具就相當缺乏。生活用具的陶器以夾砂素面紅陶為主，以雙把罐為典型。其多量出土的玉器製作技術精良、且造型多變，例如有玉矛、玉斧、玉鏃、玉錛、玉管、玉管珠、玉耳飾（人獸形、几形、方形、帶四突起等）。數以千計的石板棺則成帶狀分布，而且與地上建築物的座向相同。棺內更有豐富又精美的陪葬玉器、陶器，可見當時人已有靈魂觀念，相信死後另有世界，並且有相沿成俗的喪葬儀禮。